# Phaenacropista cremnotoma
Phaenacropista cremnotoma är en fjärilsart som beskrevs av Edward Meyrick 1936. Phaenacropista cremnotoma ingår i släktet Phaenacropista och familjen vecklare. Inga underarter finns listade i Catalogue of Life.